# Jean Zamet
Jean Zamet, né le 14 octobre 1584 et mort le 8 septembre 1622, chevalier, seigneur et baron de Murat et de Billy en Bourbonnais est conseiller du roi en ses conseils d'État et privé, maréchal des camps et armées, capitaine et surintendant du château de Fontainebleau (1614). 

## Famille
Il est le fils aîné de Sébastien Zamet (1549-1614), né Sebastiano Zametti à Lucques en Toscane, naturalisé français par lettres patentes de juillet 1581, financier à la Cour de France et de Madeleine Leclerc du Tremblay. Ses oncles paternels, également naturalisés en 1581 sont Horace Zamet, abbé de Juilly dans l'évêché de Meaux et Jean-Antoine Zamet. 
Son frère puîné est Sébastien Zamet (1588-1655), aumônier du roi, abbé de Juilly dans la succession de son oncle Horace, puis évêque de Langres de 1615 jusqu'à sa mort. Il appela en 1634 Jean Duvergier de Hauranne, abbé de Saint-Cyran, l'ami de Jansenius, pour prendre la direction spirituelle de l'abbaye de Port-Royal.

## Biographie
Jean Zamet commença sa carrière comme simple soldat dans la garde d'Henri IV. Dès 1606, il était gentilhomme ordinaire de la chambre du roi.
En 1614, il succéda à son père comme capitaine et surintendant des bâtiments de Fontainebleau. 
Maître de camp du régiment de Picardie en 1616 il commanda la même année à l'armée en Champagne sous les ordres du duc de Guise. Puis il participa aux combats des Ponts-de-Cé en 1620.
Le roi le nomma maréchal de camp en 1621.
Il figure dans les registres de la paroisse Saint-Paul en date du 3 février 1622 comme parrain au baptême de Jehan, fils de « maistre Raphaël Corbinelly, secretaire de la Reine mère du Roy » (Marie de Médicis) et de Jeanne Manuelli,.
Jean Zamet mourut le 8 septembre 1622  au siège de Montpellier des suites d'un coup de fauconneau reçu le 3 septembre précédent qui avait emporté sa cuisse.   
Son corps, ramené à Paris, fut inhumé dans une chapelle latérale de la nef de l'église des Célestins où reposaient déjà son père, mort en 1614 et sa mère, morte en 1615 et dans laquelle, en 1634, son frère Sébastien Zamet, évêque-duc de Langres, lui fit élever un monument funéraire. Il en fit de même pour leur père.

## Descendance
Il se maria le 3 février 1612 avec Jeanne de Goth (vers 1590-vers 1658), dame de Rouillac, fille de Jacques de Goth (vers 1550-1611) marié le 21 avril 1582 avec Hélène de Nogaret (1568-1631), sœur de Jean-Louis de Nogaret de La Valette, duc d'Épernon. Le couple eut 
- Jean II Zamet (v. 1614-1636), baron de Murat et de Billy, mort le 16 janvier 1636 (à 22 ans), à Compiègne ; non marié.
- Cathérine (Chrestienne) de Zamet.

Catherine Zamet (décès en 1674) réunit sur elle la fortune de son père et celle de son grand-oncle maternel, le duc d'Épernon (notamment la seigneurie du duché d'Epernon). Elle épousa, le 11 juin 1655, Roger-Hector de Pardaillan de Gondrin, beau-père de Mme de Montespan.